# Myrosma cannifolia
Myrosma cannifolia là một loài thực vật có hoa trong họ Marantaceae. Loài này được L.f. miêu tả khoa học đầu tiên năm 1782.